# Мальков Максим Павлович
Максим Павлович Мальков (нар. 21 листопада 1939, Ленінград) — російський філолог-літературознавець, славіст, перекладач, педагог, журналіст, історик музичного театру, колекціонер грамзаписів і матеріалів з історії оперного мистецтва.

## Біографія
У 1957 році вступив на філологічний факультет Ленінградського державного університету ім. А. А. Жданова, який закінчив і де в подальшому працював до 2012 року на кафедрі слов'янської філології.
Кандидат філологічних наук (1981), доцент (1987). Вів курси «Історія польської літератури», «Історія польського фольклору», спецкурс «Порівняльно-типологічне вивчення творчості польських та російських авторів (Я. Івашкевич і О. Блок, М. Павликовська-Ясножевська і А. Ахматова)», спецсемінари «Порівняльне слов'янське літературознавство» і «Методологія та техніка літературознавчого дослідження ». Наукові інтереси: російсько-польські культурні зв'язки, творчість Я. Івашкевича і поетів «Скамандра», польська сатира (А. Слонімський, С. Е. Лец, Сл. Мрожек), худож. переклад; історія музичного театру і оперного іскусства.С 1964 по 2007 рік вів на Ленінградському (Петербурзькому) радіо авторські програмні цикли «З колекції рідкісних записів» і «Звучна історія оперети» (всього понад 300 випусків).Племінник уродженця України, народного артиста РРФСР П.М.Журавленко, М.Мальков багато публікацій і радіопередачі присвятив майстрам її оперного і камерного виконавства (С. Крушельницька,М. Менцинський, О.Мишуга, О. Рогачевський, Н. Кошиц і ін.), представникам слов'янського музичного театру (Е.Дестін, К.Буріан, П.Людікар, М. Зембрих-Коханьська, Я.Королевіч-Вайдова, П.Райчев, М.Чангаловіч и ін.). Друкується з 1964 року, автор статей з літературознавства й мистецтвознавства, переклади художньої (проза і поезія), мемуарної, критичної літератури з польської («Я. Вайда-Королевич. Життя і мистецтво», «Б. Горовіч. Оперний театр», «А. Дворський. Пушкін і польська культура », «А.Дравіч. Поцілунок на морозі» та ін.), болгарського (« І. Попова. Зустрічі на оперній сцені »,« П. Райчев. Життя і пісня » та ін.), чеського і словацького («Ф. І. Шаляпін в Чехословаччині»), італійської, французької та латині (Дж. Лаурі-Вольпі. «Паралельні голоси»)). Всього більше 150 публікацій, у тому числі в газетах «Радянська культура», «Літературна газета», «Вечірній Ленінград», «Gazeta Petersburska» та ін. І журналах «Театр», "Мистецтво кіно", «Музичне життя», «Театральне життя »,« Радянська музика »,« Радянське славяноведение »,« Вісник ЛДУ »,« Великий театр »,« Музична Академія » та ін.). Зарубіжні публікації - в Україні («Радянське літературознавство», 1984), в Польщі («Slavica Wratislaviensia» LXIV), Німеччини («Opernwelt», 2000), у Франції («Chanteurs de Saint-Petersbourg», «Dante», 1997)) і США («The Works of Rimsky-Korsakov Interpreted by Famous Russian Singers of his Time», «Russian disc», New York, 1997). У 2004 році Міністерством національної освіти Республіки Польща удостоєний медалі «За заслуги на терені освіти та виховання» в пам'ять 200-річчя створення Комісії у справах національної освіти Речі Посполитої. Рішенням президії Всеросійського музичного товариства 2 квітня 2007 нагороджений ювілейною медаллю Міжнародного союзу музичних діячів «ХХ років МСМД» «за активну діяльність по збереженню і розвитку музичної культури Росії». У 2012 році як засновник (разом з Ю. Ф. Котляровим) Петербурзького шаляпінского товариства відзначений іменною медаллю з нагоди 20-річчя існування Міжрегіонального шаляпінского центру.